# Koppa, Bhadravati
Koppa là một làng thuộc tehsil Bhadravati, huyện Shimoga, bang Karnataka, Ấn Độ.